# Coteala
Coteala è un comune della Moldavia situato nel distretto di Briceni di 2.022 abitanti al censimento del 2004.